# Hotel Modrá hvězda
Hotel Modrá hvězda je český protektorátní komediální film, který v roce 1941 natočil režisér Martin Frič. Snímek byl poprvé promítán na Filmových žních ve Zlíně 31. července 1941 a získal tam Cenu města Zlína.

## Děj
Mladá dívka Zuzana (Nataša Gollová) se stává dědičkou hotelu Modrá hvězda. Po úvodním omylu s luxusním hotelem téhož jména se dostane do správného hotelu. Tím je zchátralý hotel na kraji města. Bydlí v něm tři neplatící nájemníci, jinak nikdo. Zuzana začne s úpravami hotelu, aby se stal opět prosperujícím podnikem. Prvním hostem se stává průmyslník Vladimír Rychta (Oldřich Nový). Ten zde chce strávit líbánky se svoji snoubenkou Miladou (Adina Mandlová). Ta však odmítne a Rychta se zamiluje do Zuzany. Film končí happy endem.

## Obsazení
| Nataša Gollová       | dědička Zuzana Nedbalová                                    |
| Oldřich Nový         | Vladimír Rychta-Rohan                                       |
| Adina Mandlová       | Milada Landová                                              |
| Theodor Pištěk       | komerční rada Tobiáš Rychta-Rohan, strýc Milady a Vladimíra |
| Jan Pivec            | hudebník Jirka Tůma                                         |
| Antonín Novotný      | skladatel František Sojka                                   |
| Ladislav Pešek       | kuchař Zdeněk Junek                                         |
| Karel Černý          | komerční rada Landa, Miladin otec                           |
| Ferenc Futurista     | opilec před hotelem Modrá hvězda                            |
| Jára Kohout          | zřízenec hlídací společnosti                                |
| Karel Dostal         | generální ředitel hotelového koncernu                       |
| Čeněk Šlégl          | ředitel hotelu                                              |
| František Filipovský | účetní hotelu                                               |
| František Roland     | notář Kolbaba                                               |
| Vojta Novák          | psychiatr                                                   |
| Marie Nademlejnská   | slečna Fafejtová, ředitelka hotelu Merkur                   |
| Gustav Hilmar        | Rejsek, vrátný hotelu Merkur                                |
| Karel Postranecký    | policejní komisař                                           |
| Jan W. Speerger      | recepční úředník hotelu                                     |
| Vladimír Řepa        | zloděj v hotelu Modrá hvězda                                |
| Ella Nollová         | zlodějka v hotelu Modrá hvězda                              |
| Eman Fiala           | dirigent orchestru v baru                                   |
| Inka Zemánková       | zpěvačka v baru                                             |

## Tvůrci a štáb
- Režie: Martin Frič
- Námět: Václav Wasserman (humoristická povídka; vydáno pod pseudonymem Marie Svobodová)
- Scénář: Václav Wasserman, Martin Frič
- Kamera: Ferdinand Pečenka
- Vedoucí výroby: Oldřich Papež
- Ředitel výroby: Vilém Brož
- Hudba: Sláva Eman Nováček
- Nahrál: Orchestr F.O.K. (řídil Sláva Eman Nováček)
- Architekt: Alois Mecera
- Zvuk: František Šindelář
- Střih: Jan Kohout
- Výprava: Ina Žáková
- Asistent režie: Eduard Šimáček, František Milič
- Asistent kamery: Jaromír Holpuch
- Masky: Josef Kobík, František Rous
- Odborný poradce: Milan Maralík (jazykový)
- Fotograf: Willi Ströminger

## Produkční a technické údaje
- Souběžný protektorátní název: Hotel Blauer Stern
- Začátek natáčení: 18. dubna 1941
- Konec natáčení: 5. června 1941
- Copyright: 1941
- Festivalová premiéra: 31. července 1941 (2. Filmové žně ve Zlíně)
- Premiéra: 29. srpna 1941 (kina Adrie a Lucerna)
- Výroba: Lucernafilm
- Distribuce: Lucernafilm
- Barva: černobílý
- Jazyk: čeština
- Zvukový systém: Tobis-Klang
- Délka: cca 89 minut
- Ateliéry: Pragfilm Barrandov
- Exteriéry: Kostel sv. Jakuba, Staré Město, Praha

## Ocenění
- 1941 – Národní cena za herecký výkon pro Natašu Gollovou (také za role ve filmech Pohádka máje, Roztomilý člověk a Rukavička)
- 1941 – Cena města Zlín (2. ročník Filmových žní ve Zlíně)

## Zajímavosti
- V únoru 1954 byl film v obnovené premiéře znovu uveden do kinodistribuce. Od tohoto znovuuvedení až do 31.12.1987 vidělo film v českých kinech v rámci 8 507 představení celkem 1 625 542 diváků.[1]
- V roce 2021 byl film za spolupráce Národního filmového archivu a Mezinárodního filmového festivalu Karlovy Vary digitálně restaurován ve studiích Universal Production Partners a Soundsquare v Praze.